# Uppställning
Uppställning är inom den svenska Försvarsmakten i allmänhet en samling av en fastställd enhet (grupp, tropp, pluton etc.), på en angiven plats och på en i förväg fastställd formering. Uttrycket nyttjas ofta som ett kommando varefter beordrad enhet intar en angiven formering. Syftet med uppställning är att på ett smidigt sätt kunna samla personal för att exempelvis delge information, räkna in personal eller ge order.
Vid soldatutbildning inom Försvarsmakten förekommer ofta uppställning som en inledande rutin varje morgon. Efter denna påbörjas sedan dagens tjänstgöring. 

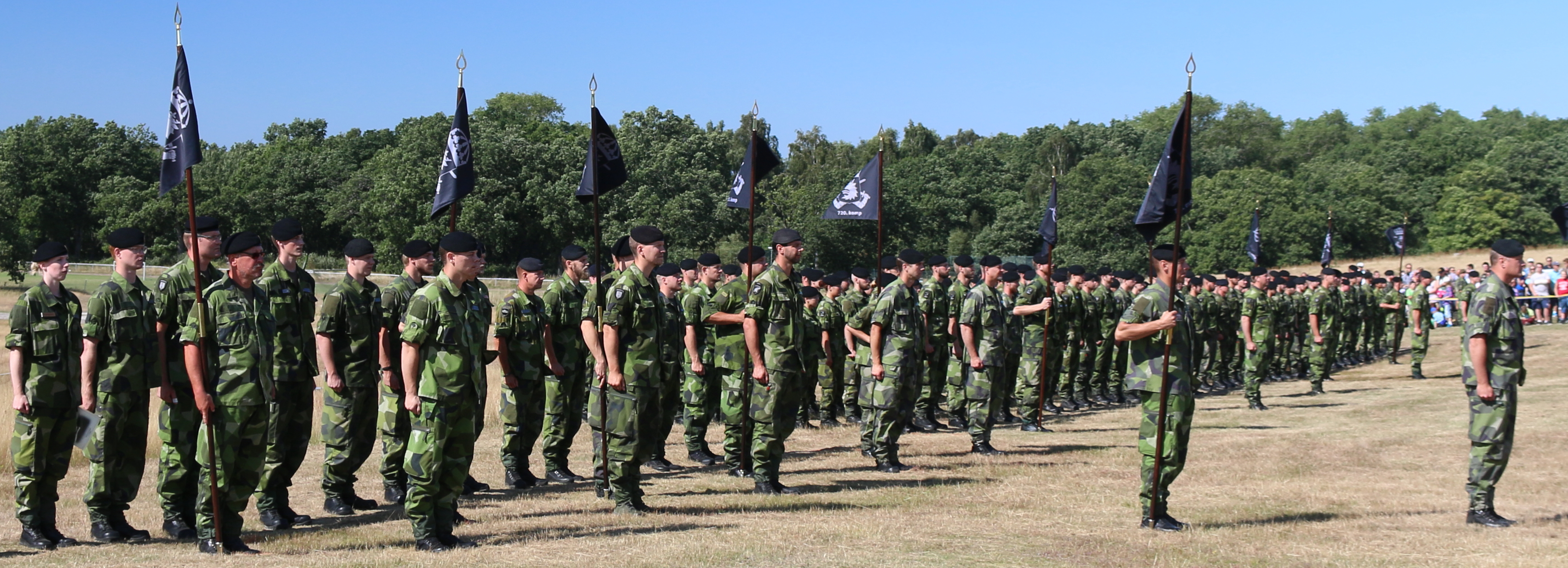
Uppställning av Södra skånska regementet vid Regementets dag 2015.